# Formigueret gorjatacat occidental
El formigueret gorjatacat occidental (Epinecrophylla haematonota) és una espècie d'ocell de la família dels tamnofílids (Thamnophilidae).

## Hàbitat i distribució
Habita el sotabosc de la selva humida de les terres baixes l'est dels Andes, des del sud-est de Colòmbia i sud de Veneçuela, cap al sud, a través de l'est d'Equador fins al nod-est de Perú.